# Кессарін Ектаваткул
Кетсарін Ектаваткун (тай. เกศริน เอกธวัชกุล) або Нуі Кетсарін (англ. Nui Ketsarin; тай. นุ้ย เกศริน) — таїландська тхеквондистка, вчителька танців, хореографка, модель та відома акторка. Закінчила факультет суспільних наук за спеціальністю «політологія» університету Касетсарт. В індустрію потрапила через конкурс Thai Super Model 2002, пізніше почала з'являтись в рекламі та драмах. Грала головні ролі у декількох тайських фільмах.

## Фільмографія (вибіркова)
- 2008: Somtum / Муай Тай Великан[3]
- 2009: Переможниця[4][5]